# Klaus Urban (Schauspieler)
Klaus Urban (* 16. März 1934 in Weißwasser/Oberlausitz; † 12. Juli 2012 in Berlin) war ein deutscher Schauspieler und Intendant.

## Leben
1953 legte Klaus Urban in Weißwasser sein Abitur ab, um anschließend bis 1956 an der Theaterhochschule Leipzig zu studieren. Sein erstes Engagement als Schauspieler erhielt er von 1956 bis 1960 am Friedrich-Wolf-Theater in Neustrelitz und arbeitete dann von 1960 bis 1969 am Theater der Freundschaft in Berlin. Während dieser Zeit war er FDJ-Sekretär des Theaters und Mitglied des Zentralrates der FDJ. 1969 gründete Klaus Urban das Theater für Junge Zuschauer in Magdeburg, welches er bis 1972 als Direktor leitete. Im gleichen Jahr inszenierte er in Kairo (Ägypten) im Kulturpalast für Kinder das Theaterstück Die verzauberten Brüder von Jewgeni Schwarz. Ebenfalls 1972 kehrte er als Stellvertreter des Intendanten für künstlerische Fragen an das Theater der Freundschaft zurück, dessen Intendant er von Januar 1974 bis 1985 wurde. Außerdem engagierte er sich in der Internationalen Theatervereinigung für Kinder und Jugendliche (ASSITEJ).
Von 1985 bis 1987 war Klaus Urban Stadtbezirksrat für Kultur im Berliner Bezirk Treptow. Im Anschluss arbeitete er bis 2004 freiberuflich als Schauspieler, Stadtführer und Reiseleiter.

## Theater
- 1960: Harald Hauser: Häschen Schnurks (Lügenfuchs) – Regie: Kurt Rabe (Theater der Freundschaft)
- 1960: Vera Ljubimowa: Schneeball – Regie: Rudi Kurz (Theater der Freundschaft)
- 1961: Hans-Albert Pederzani: Die Jagd nach dem Stiefel (Gerd Bullrich) – Regie: Hubert Hoelzke (Theater der Freundschaft)
- 1961: Boris Gorbatow: Die Jugend der Väter (Boris) – Regie: Erwin Arlt (Theater der Freundschaft)
- 1962: Günter Görlich: Die Ehrgeizigen (Paul Gerken) – Regie: Kurt Rabe (Theater der Freundschaft)
- 1962: Tatjana Sytina: Erste Begegnung (Ein Seemann) – Regie: Kurt Rabe (Theater der Freundschaft)
- 1962: Hanuš Burger/Stefan Heym: Tom Sawyers großes Abenteuer – Regie: Hanuš Burger (Theater der Freundschaft)
- 1963: Alecu Popovici: Dem Jungen in der zweiten Reihe (Der Regisseur) – Regie: Lucian Giurchescu (Theater der Freundschaft)
- 1963: Friedrich Wolf: Die Matrosen von Cattaro (Fliegermaat Stonawski) – Regie: Kurt Rabe (Theater der Freundschaft)
- 1963: Günther Deicke: Was ihr wollt (Narr) – Regie: Heiner Möbius (Theater der Freundschaft)
- 1963: Hans-Albert Pederzani: Unser kleiner Trompeter (Paul Hepner) – Regie: Rainer R. Lange (Theater der Freundschaft)
- 1964: Samuil Marschak: Das Tierhäuschen (Fuchs) – Regie: Heiner Möbius (Theater der Freundschaft)
- 1964: Hanuš Burger: La Farola (Quatro Ojos) – Regie: Kurt Rabe (Theater der Freundschaft)
- 1965: Pol Quentin/Georges Bellak: Football – Regie: Günter Wolf (Theater der Freundschaft)
- 1966: Heinz Kahlau: Das Märchen von der Straßenbahn Therese (Informationsbeamter) – Regie: Hanuš Burger (Theater der Freundschaft)
- 1966: Thorbjørn Egner: Die Räuber von Kardomomme (Barbier Sörensen) – Regie: Heiner Möbius/Horst Hawemann (Theater der Freundschaft)
- 1966: Heinz Kahlau: Ein Krug mit Oliven (Olivenhändler) – Regie: Heiner Möbius (Theater der Freundschaft)
- 1967: Johann Wolfgang von Goethe: Urfaust (Frosch) – Regie: Heiner Möbius (Theater der Freundschaft)
- 1968: Günther Deicke: Was ihr wollt (Malvolio) – Regie: Heiner Möbius (Theater der Freundschaft)

## Filmografie
- 1960: Der Moorhund
- 1963: Nackt unter Wölfen
- 1965: Der Staatsanwalt hat das Wort: Seriöser Erfinder sucht Teilhaber (Fernsehreihe)
- 1970: Hart am Wind
- 1972: Die große Reise der Agathe Schweigert (Fernsehfilm)

## Auszeichnungen
- 1964: Kunstpreis der FDJ